# Tramway de Pithiviers à Toury
Pour les articles homonymes, voir TPT.
Le Tramway de Pithiviers à Toury (TPT) est une ancienne ligne de chemin de fer reliant les communes de Pithiviers dans le département du Loiret et de Toury dans le département d'Eure-et-Loir.

## Historique
Ouverte en 1893 et concédée à la société Decauville qui souhaitait établir l'efficacité de ses chemins de fer « portables », la ligne principale reliait en une trentaine de kilomètres (exactement 30,620 km lors de l'ouverture) les deux localités et desservait plusieurs embranchements.
Il existait un trafic voyageurs, par train puis par autorail Crochat. Ce service s'est achevé en 1952.
La proximité de zones de culture des betteraves entraîna un important trafic marchandise vers les sucreries de Pithiviers et Toury.
Cette activité sera la raison d'être de la ligne après la suppression du trafic voyageur. La desserte des sites s'effectuait au moyen d'environ 50 km d'embranchements, longueur variant selon les saisons. Différents producteurs pouvaient investir de façon à faire installer une voie ferrée rejoignant leur exploitation.
Le transport des marchandises a cessé après la saison betteravière en novembre 1964.

## Caractéristiques

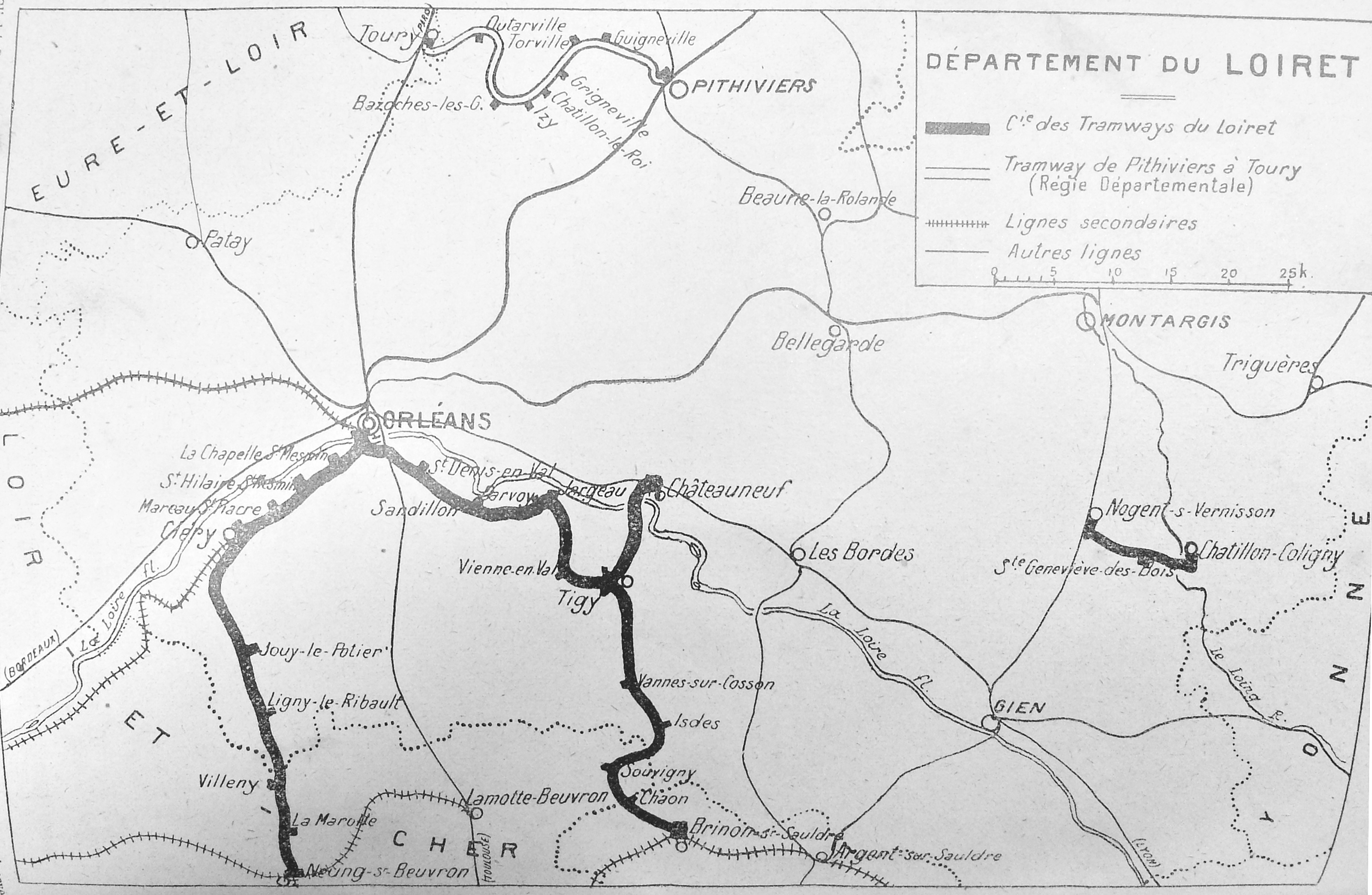
Plan du réseau des chemins de fer d'intérêt local du Loiret en 1928, montrant l'implantation de la ligne (en double trait).

## Matériel roulant

### Locomotives à simple expansion
- 2-1, Decauville, 021T
- 2-2, Decauville, 021T
- 3-1, Decauville, 030T
- 3-2, Decauville, 030T
- 3-3, Decauville, 030T
- 3-4, Decauville, 030T
- 3-5, Blanc Misseron, 030T, (282)1902
- 3-6, Orenstein & Koppel, 030T (8083) 1915
- 3-10, Hunslet Leeds ,230T
- 3-11, Hunslet Leeds ,230T (ex WDLR n°362)
- 3-20, Alco Cooke, 131T, (57148) 1917
- 3-21, Alco Cooke, 131T, (57092) 1917
- 3-22, Alco Cooke, 131T, (57131) 1917
- 3-23, Alco Cooke, 131T, (57156) 1917 (ex WDLR n° 1265)
- 4-1, Humboldt 040T, (1250) 1916
- 4-2, schwartzkopff, 040T, (6724) 1918
- 4-3, Henschel, 040T, (15545)1917
- 4-4, Krauss, 040T, (7463) 1918
- 4-5, Henschel, 040T, (15270) 1918
- 4-10, Franco Belge, Raismes, 040T (2839) 1944
- 4-11, Franco Belge, Raismes, 040T
- 4-12, Franco Belge, Raismes, 040T (2843) 1944
- 4-13, Franco Belge, Raismes, 040T (2844) 1944
- 4-14, Franco Belge, Raismes, 040T (2836) 1944 (Ex N°21 Coucy-le-Château)
- 4-15, Franco Belge, Raismes, 040T (Ex N°23 Coucy-le-Château)
- 5-1, Borsig, 050t (10235)1918[2]
- 5-2, Schwartzkopff, 050T (6744) 1917
- 5-3, Orenstein & Koppel, 050T (8285)1917

### Locomotives compoundsystème Mallet
- 22-1, Orenstein & Koppel N°1752 de 1905, baptisée "Belfort" puis devint la 22-1 (se trouvait en dépôt à la S.A.C.M de Belfort) achetée le 09-08-1917 (Infos à confirmer)
- 22-2, Decauville N°149 de 1892, baptisée "Grandchamp" puis devint la 22-2,(Ex Chemin de fer du Calvados)mise en service sur la TPT 1929 démolie en 1936.
- 22-3, Decauville N°135 de 1892, baptisée "Pithiviers" puis devint la 22-3, démolie en 1936.
- 22-4, Decauville N°136 de 1892, baptisée "Toury" puis devint la 22-4, démolie en 1935.
- 22-5, Orenstein & Koppel (1769)1905
- 22-6, Orenstein & Koppel
- 22-7, Orenstein & Koppel

### LocomotiveMalletsimple expansion

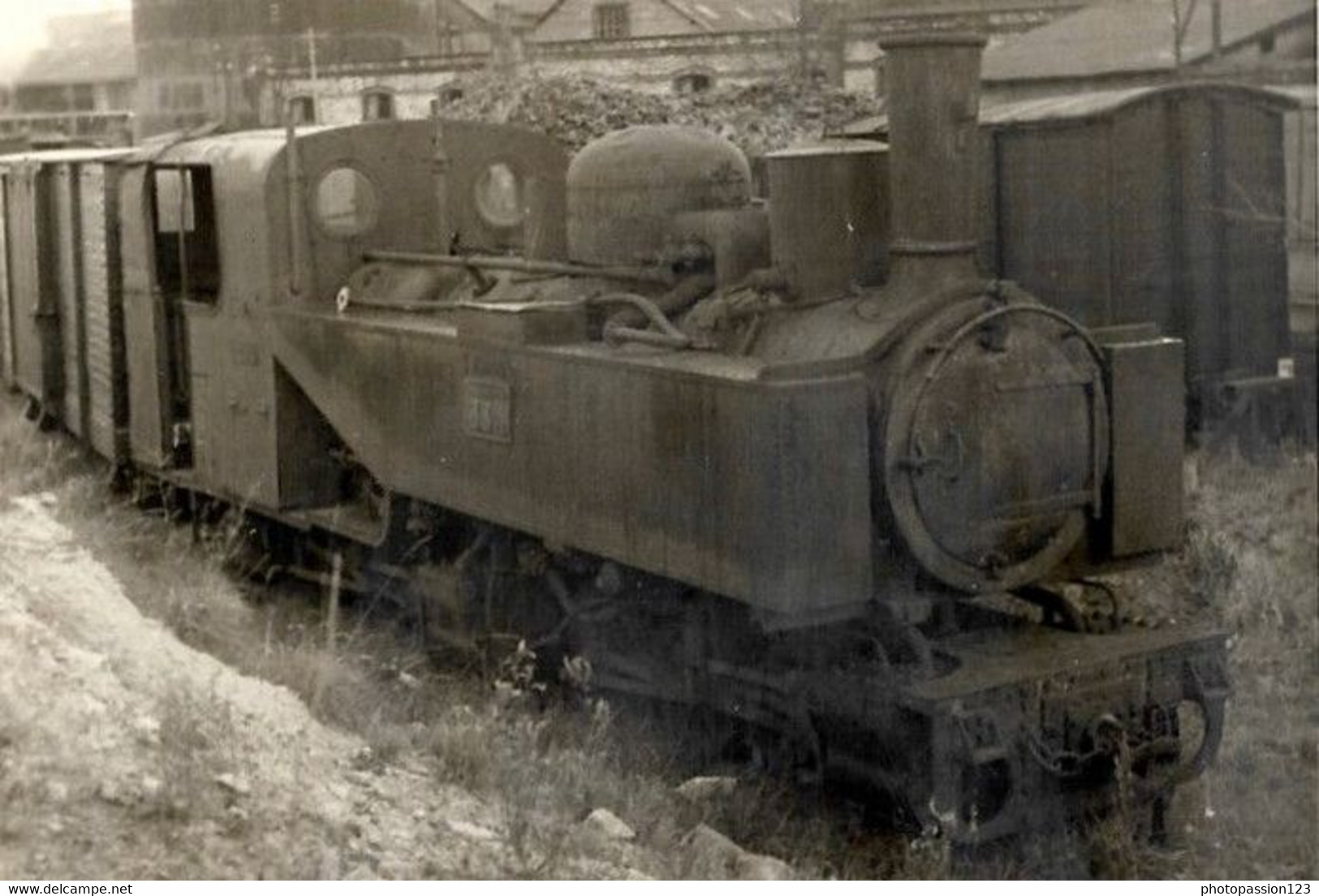
Locomotive Mallet 33-1 construite par Decauville.

- 33-1, Decauville, 030-030, puis transformée en locomotive tender de type 030-030T par ajout de caisses à eau.

## Le Musée des Transports de Pithiviers
À la fermeture du TPT, diverses démarches furent entamées par la FACS et l'AMTUIR en vue de préserver un tronçon de ligne, les installations et plusieurs locomotives. Grâce à un accueil favorable du Conseil général du Loiret, l'exploitation a pu commencer le 23 avril 1966, ainsi que l'ouverture du musée des transports de Pithiviers dans les locaux de l'ancien dépôt.
Les circulations se firent sur un tronçon de 3,2 km entre Pithiviers et les Ormes. Il fut par la suite prolongé vers le bois de Bellébat. L'association du musée des transports de Pithiviers (AMTP) gère le musée et le petit réseau.

## Matériel préservé

### Matériel moteur
| Numéro TPT | Nom         | Machine  | Constructeur       | Année | Puissance  | Numéro série | Photo | Statut                                     | Détenteur                        | Notes                                               |
| ---------- | ----------- | -------- | ------------------ | ----- | ---------- | ------------ | ----- | ------------------------------------------ | -------------------------------- | --------------------------------------------------- |
| 3-5        | Le Minihic  | 030T     | Blanc-Misseron     | 1902  | 90 ch      | 282          |       | En Révision                                | AMTP                             | ex Tramway Paramé-Rothéneuf · Classé MH (1992)      |
| 3-6        |             | 030T     | Orenstein & Koppel | 1915  | 140 ch     | 8083         |       | Exposition                                 | APPEVA                           | À restaurer.                                        |
| 3-20       |             | 131T     | Alco-Cooke         | 1916  | 120 ch     | 57148        |       | En service                                 | Tacot des Lacs                   | War department light railways. · Classé MH (1987)   |
| 3-22       |             | 131T     | Alco-Cooke         | 1916  | 120 ch     | 57131        |       | Exposition                                 | AMTP                             | War department light railways. · Classé MH (1992)   |
| 3-23       | Mountaineer | 131T     | Alco-Cooke         | 1917  | 120 ch     | 57156        |       | En révisions                               | Chemin de fer de Ffestiniog (en) | War department light railways.                      |
| 4-12       | Pithiviers  | 040T     | Franco-Belge       | 1945  | 250/300 ch | 2843         |       | En attente de révision                     | AMTP                             | Type KDL. Classé MH (1992)                          |
| 4-13       |             | 040T     | Franco-Belge       | 1945  | 250/300 ch | 2844         |       | Attente de restauration                    | APEMVE                           | Type KDL.                                           |
| 4-14       |             | 040T     | Franco-Belge       | 1945  | 250/300 ch | 2836         |       | En attente de révision                     | APPEVA                           | Type KDL. Classé MH (1987)                          |
| 5-3        |             | 050T     | Orenstein & Koppel | 1917  | 195 ch.    | 8285/HT 2085 |       | Exposition                                 | APPEVA                           | À restaurer. Classé MH (1998)                       |
| 22-5       | Le Loiret   | 020-020T | Orenstein & Koppel | 1905  |            | 1769         |       | En cours de remise en état de présentation | SGVA                             | Classé MH (1999)                                    |
| AT1        |             | 020      | Crochat            | 1922  |            | /            |       | En service                                 | AMTP                             | Automotrice pétroléo-électrique. · Classé MH (1996) |
| AT3        |             | 020      | Decauville-Crochat | 1926  |            |              |       | En service                                 | STTST                            | Automotrice pétroléo-électrique,.                   |

Il subsiste également 4 locomotives 030T Decauville type 17, préservées au Tacot des Lacs, Musée des Transports de Pithiviers, APPEVA et au Chemin de Fer du Val de Passey. Deux sont en service : la 1587 au Trains des forts et la 1652 à l’APPEVA

### Matériel remorqué

#### Au musée des transports de Pithiviers
Les matériels suivants sont conservés au musée des transports de Pithiviers :
- Une voiture V6 du tramway de Pithiviers à Toury de construite en 1942 et sauvée par M. Guillemont en 1976 chez un ferrailleur de Pithiviers ;
- Trois baladeuses type Royan sur châssis de couvert Clayton du TPT :
  - B 171, ex DK71.
  - B 174, ex DK74.
  - B 106, ex D6.
- Deux baladeuses de type Calvados sur châssis de couvert Clayton du TPT :
  - B 273, ex K 73.
  - B 275, ex K 75.
- Un fourgon aménagé en voiture-bar sur châssis de couvert Clayton du TPT :
  - WB 376, ex K 76.
- Un fourgon pour trains de betteraves TPT à deux essieux de 1931 ex TPT DK 53 ;
- Un fourgon pour trains de betteraves TPT à deux essieux ex TPT K 30
- Deux couverts à bogies Clayton du TPT.

#### Dans d'autres lieux

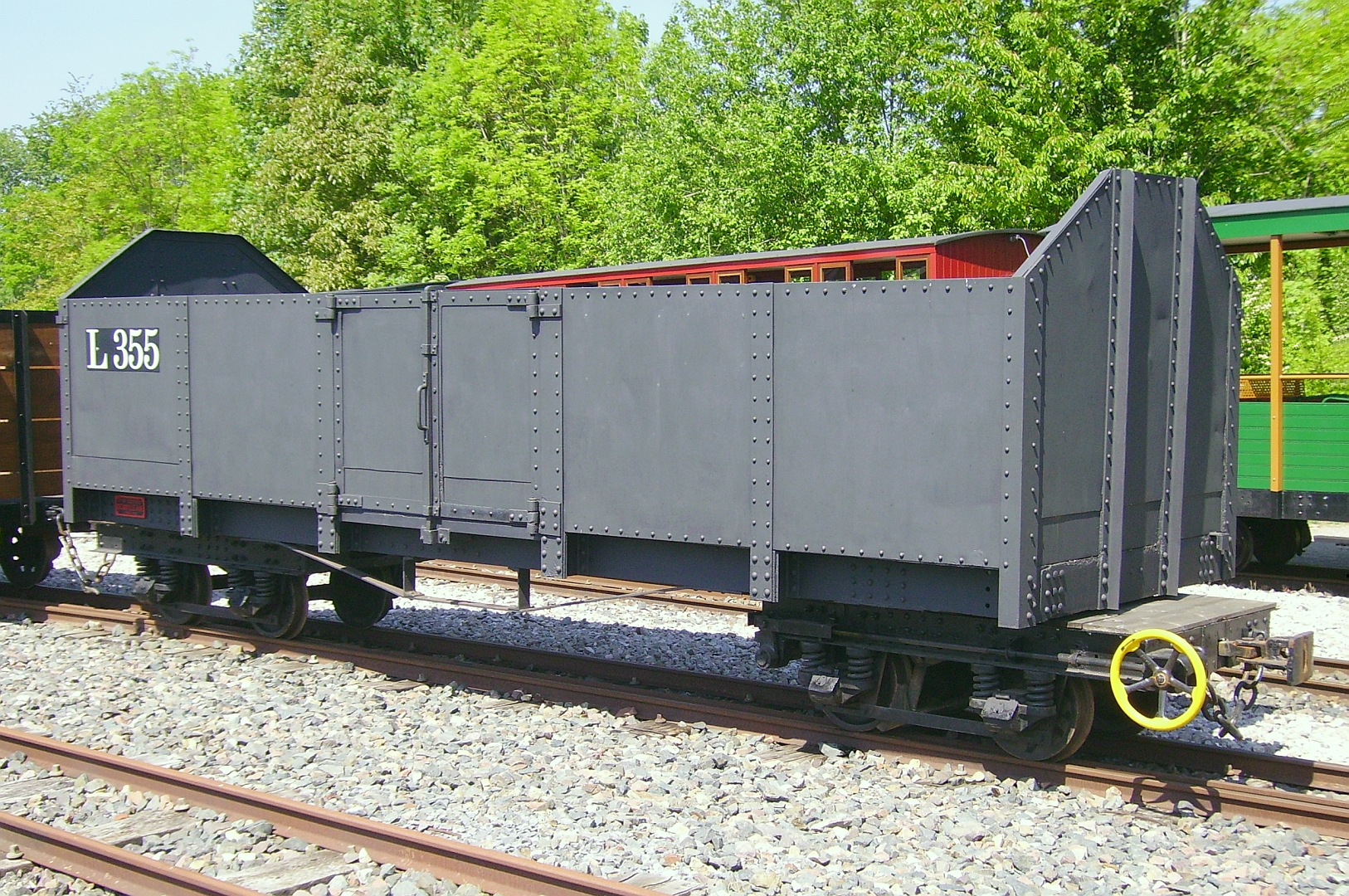
Le wagon-tombereau Decauville L355 à Froissy le 23 mai 2010.

Au chemin de fer touristique du Tarn, trois couverts TPT :
- Le K3 Decauville de 1898, sauvé par M. Bary puis vendu à M. Guillemont ;
- Un couvert Baume & Marpent de 1903, sauvé par M. Elambert président de l'AMTP, alors qu'il était dans une ferme à Châtillon-le-Roi ;
- Un fourgon betterave de 1931 type DK sauvé par M. Elambert président de l'AMTP, il était chez un privé à Torville.

Au train de Rillé :
- Un couvert Pershing sauvé par des amateurs du TPT ;
- Une draisine à bras.
- Un couvert Baume & Marpent à deux essieux de 1903 ex TPT (à restaurer) ;

Au tacot des Lacs :
- Un couvert Pershing, sauvé par M. Mourot à Estouy ;
- Un Baume & Marpent de 1903, transformé en remorque agricole sauvé par M. Mourot ;
- Un fourgon betterave de 1931, DK59, transformé en remorque agricole et sauvé par M. Mourot (mis sur bogies) ;
- 20 tombereaux à deux essieux dont trois sont transformés en voiture et trois en baladeuse ;
- un plat M7
- cinq tombereaux Clayton dont deux transformés en voiture ;
- Deux bogies (ex voiture TPT ex Cap Ferret).

Au musée provençal des transports de La Barque :
- Deux couverts Decauville, K29 et K33 de 1911, prêtés par le chemin de fer du Haut-Rhône ;
- Une draisine à bras, prêtée par le chemin de fer du Haut-Rhône

À l'APEMVE
- une caisse de couvert Pershing (K91 puis PAYEN) , anciennement à Escrennes
- un couvert un Baume & Marpent de 1903, K15, anciennement au lieu-dit La Tuilerie
- un tombereau Clayton 1916, le L200
- une draisine à bras type TPT construit intégralement par les membres de l'APEMVE
- 2 bogies Decauville artillerie type 1915.
- Une voiture V3 du tramway de Pithiviers à Toury de 1892 reconstruite dans les années 1930, et est avec 2 bogies TPT decauville d'origine
- Un couvert Decauville du TPT (K1) qui servait à transporter le bétail [1892].

Au musée de la Barque, sur la commune de Fuveau (matériel prêté par le CFTM
- Wagon couvert à 2 essieux K 29, acquis en 1965 par le CFTM
- Wagon couvert à 2 essieux K 33, acquis en 1965 par le CFTM
- Draisine à bras du personnel de voie, acquis en 1965 par le CFTM

Par ailleurs, sont conservés,
- un couvert à bogies Decauville, K104 au chemin de fer du Haut-Rhône ;
- un tombereau Decauville, L355 et deux bogies de remorque d'automotrice au chemin de fer Froissy-Dompierre ;
- une draisine à bras au chemin de fer Froissy-Dompierre et aujourd'hui restaurée (ex tramway touristique de Saint-Trojan)
- un tombereau Clayton L200 à l'APEMVE ;
- un tombereau Decauville à bogies transformé en baladeuse (ex Floralies et CFSE) au cf touristique de la vallée de la Scarpe ;
- quatre tombereaux Pershing transformés en baladeuse au parc Floral de la Source ;
- deux tombereaux Pershing transformés en baladeuse ex Floralies au chemin de fer d'Abreschviller ;
- un tombereau transformé en baladeuse et quatre bogies (ex voiture TPT) au Tramway du Cap-Ferret.

On peut également citer :
- une caisse de voiture TPT à Boynes démolie dans les années 2000 ;

### Infrastructure
Le tramway desservait différents arrêts (en italique, arrêts n'autorisant que montée ou descente des voyageurs sans bagage) :
- Pithiviers
- Orme
- Bitry
- Guigneville
- Torville
- Grigneville - Guignonville
- Guignonville
- Châtillon-le-Roi
- Izy
- Bazoches-les-Gallerandes
- Gueudreville
- Outarville
- Arconville
- Brandelon
- Toury

Les gares de Torville, Izy existent toujours ainsi que les grues hydrauliques de Beaulay et Trétinville.
La gare de Bazoches existe encore, mais elle se trouve actuellement démontée par les services de la ville